# 津沢バイパス
津沢バイパス（つざわバイパス）は、富山県砺波市と小矢部市を結ぶ、国道359号のバイパスである。

## 概要
それまで使われていた旧道が幅員5.5mと交通のネックになっていたため、旧道の北側に2車線のバイパスを建設することになり、1977年（昭和52年）から用地買収、物件移転などに着手し、1980年から全線幅員20m（車道幅員6.5m、両側に駐車帯2.5m、植樹帯1m、歩道3.5m）、総工費約24億円にて整備された。1983年（昭和58年）10月完成。

## 新津沢大橋
同バイパスの小矢部川を渡河する橋。鈑桁橋で延長150.4m、幅員15.3m。

## 主な接続道路
- 国道471号（津沢交差点）
- 富山県道48号福光福岡線（清沢交差点・蓑輪交差点）

## 沿線周辺
- 津沢コミュニティプラザ
- 小矢部市立津沢小学校

## 通過する自治体
- 富山県
  - 砺波市 - 小矢部市